# Somatochlora hudsonica
Somatochlora hudsonica е вид водно конче от семейство Corduliidae. Видът не е застрашен от изчезване.

## Разпространение
Разпространен е в Канада (Албърта, Британска Колумбия, Манитоба, Онтарио, Саскачеван, Северозападни територии и Юкон) и САЩ (Аляска, Колорадо, Монтана и Уайоминг).

## Описание
Популацията на вида е стабилна.